# Estola obscura
Estola obscura là một loài bọ cánh cứng trong họ Cerambycidae.